# Perissus biluteofasciatus
Perissus biluteofasciatus là một loài bọ cánh cứng trong họ Cerambycidae.